# Бачено
Бачено (итал. Baceno) је насеље у Италији у округу Вербано-Кузио-Осола, региону Пијемонт.
Према процени из 2011. у насељу је живело 420 становника. Насеље се налази на надморској висини од 642 м.

## Становништво
| 1931. | 1936. | 1951. | 1961. | 1971. | 1981. | 1991. | 2001. | 2011. |
| ----- | ----- | ----- | ----- | ----- | ----- | ----- | ----- | ----- |
| 1.212 | 1.241 | 1.140 | 1.181 | 1.186 | 1.070 | 977   | 961   | 922   |